# ASD Igea 1946
ASD Igea 1946 – włoski klub piłkarski z siedzibą w Barcellona Pozzo di Gotto na Sycylii.

## Historia
Klub został założony w 1946 roku przez markiza Carlo Stagno Villadicaniego d'Alcontresa jako Igea Virtus Barcellona i rozpoczął rywalizację na IV poziomie rozgrywkowym. W latach 1947–1951 występował w Serie C. W 1963 roku, po śmierci markiza, stowarzyszenie rozwiązano, by po roku reaktywować je pod nazwą AS Nuova Igea. W 1993 roku klub połączył się z innym zespołem z Barcellona Pozzo di Gotto i przyjął nazwę FC Igea Virtus Barcellona. W latach 2000–2010 występował na profesjonalnym poziomie w Serie C2. W sezonie 2001/02 FC Igea zajęła drugą lokatę w grupie C, co dało jej udział w fazie play-off, w której uległa w dwumeczu Foggia Calcio (0:1 i 2:4). W sezonie 2009/10 zarządzanie klubem sprawowało kolejno pięć różnych podmiotów, co odbiło się negatywne na jego stabilności finansowej i organizacyjnej. Po oddaniu trzech kolejnych spotkań walkowerem, gmina Barcellona Pozzo di Gotto zdecydowała się pokryć koszty podróży na ostatni mecz ligowy przeciwko AC Monopoli, by uniknąć przez to karnego relegowania z rozgrywek. Po zakończeniu sezonu władze klubu ostatecznie ogłosiły bankructwo.

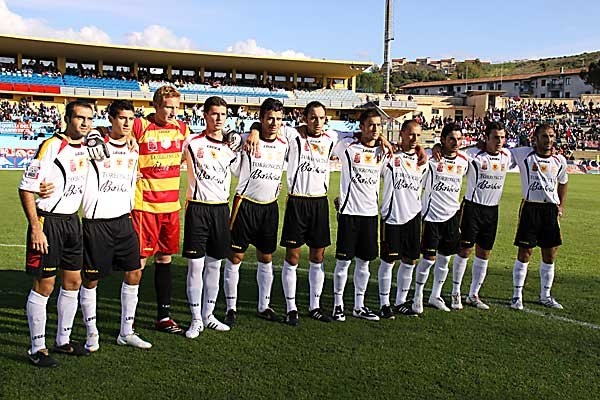
FC Igea przed meczem z Cosenza Calcio (2008/09)

Latem 2010 roku założono klub Atletico Igea, mający na celu kontynuowanie lokalnych tradycji piłkarskich. Równolegle utworzono AS Calcio Giovanile Igea, z zamiarem przejęcia tytułu sportowego FC Igea Virtus do udziału w rozgrywkach ligowych. Wskutek braku zgody Lega Nazionale Dilettanti w sezonie 2010/11 zespół pozostał nieaktywny. W 2011 roku po fuzji AS Calcio Giovanile Igea oraz ASD Trappitello di Taormina, powstało stowarzyszenie sportowe ASD Igea Virtus Barcelona, które uzyskało akceptację kibiców i władz miasta. Zespół przystąpił do rywalizacji w Prima Categoria, z której uzyskał w sezonie 2011/12 awans do Promozione, a także wygrał Prima Categoria Coppa Sicilia. W 2013 roku nastąpiło połączenie z Atletico Igea, które rywalizowało wówczas w Eccellenzie pod nazwą ASD Nuova Igea.
W 2016 roku ASD Igea Virtus uzyskała promocję do Serie D. W sezonie 2017/18 wygrała fazę play-off w grupie I, jednak z przyczyn regulaminowych nie otrzymała promocji do Serie C. Po sezonie 2018/19 zespół spadł do Eccellenzy. W celu spłaty narastających wierzytelności, za kwotę 30 tys. euro sprzedano licencję SSD Milazzo 1937 i rozwiązano klub. W konsekwencji tego APD Terme Vigliatore (Promozione) w czerwcu 2019 roku przeniósł się do Barcellona Pozzo di Gotto i zmienił nazwę na ASD Igea 1946, by kontynuować w ten sposób sportową tradycję stowarzyszenia.

## Stadion
Klub rozgrywa swoje mecze na Stadio Carlo Stagno d'Alcontres, noszącym imię jego założyciela – Carlo Stagno Villadicaniego d'Alcontresa. Pojemność obiektu wynosi około 7000 miejsc.

## Znani piłkarze
- Andrei Agius
- Carmelo Di Bella
- Fabio Caserta
- Diaw Doudou
- Christian Riganò